# 谷村格
谷村 格（たにむら いたる 、1965年2月10日 - ）は、日本の実業家。エムスリー株式会社創業者・代表取締役。

## 人物・来歴
1987年国際基督教大学卒業、マッキンゼー・アンド・カンパニー入社。1999年マッキンゼー・アンド・カンパニーパートナー。2000年ソネット・エムスリー（現エムスリー）を創業し、同社代表取締役就任。中華人民共和国での事業の成功などで業容を拡大して急成長を遂げた。